# Невєров Ігор Михайлович
Невєров Ігор Михайлович (рос. Неверов Игорь Михайлович ; *15 червня 1926 — 27 листопада 1995) — радянський письменник, поет, сценарист, редактор Одеської кіностудії.

## Біографічні відомості
Народився 15 червня 1926 р. у Ленінграді в родині службовця. Закінчив Літературний інститут ім. М. Горького (1963, Москва). 
Був льотчиком, політпрацівником, журналістом, редактором Одеської кіностудії.
Вів кінокартини: «Самотність» (1964), «Іноземка» (1965), «Прощавай» (1966), «Формула райдуги» (1966), «Від снігу і до снігу]]» (1968) та ін. 
Автор кіносценарію стрічки «Синє небо» (1971, реж. М. Толмачов), тексту пісень до фільму «Їм було дев'ятнадцять...» (1960, у співавт. з В. Карпеком).
Член Національної Спілки письменників України.